# Луїс Фрейзер
Луїс Фрейзер (англ. Louis Fraser; нар. 1819 — 1820 ?, пом. 1883–1888 ?) — британський натураліст, зоолог, колекціонер зразків тварин.

## Особисте життя
Точні дати народження та смерті невідомі. Немає відомостей про батьків та початкову освіту. Одружився в лондонському районі Мерілебон 17 лютого 1844 року з Мері Енн, уродженою Гаррісон . У них було 3 сини (Фінлі Фрейзер, який народився в 1844 році в Мерілебоні, Оскар Луїс Фрейзер, який народився в 1849 році в Мерілебоні, Райно Фрейзер, який народився в 1850 році в Вест-Дербі) і дочка (Мальвіна Фрейзер, яка народилася в 1846 році в Мерілебоні). Оскар Луїс Фрейзер (1849 — 1 листопада 1894), був також натуралістом, працював у відділі зоології Індійського музею в Калькутті другим помічником суперінтенданта і був членом Товариства Ліннея в Лондоні.

## Професійний досвід
Луїс Фрейзер розпочав свою професійну кар'єру як офісний помічник. Пізніше був помічником куратора, а потім куратором музею Лондонського зоологічного товариства, у 1832—1841 та 1842—1846 роках відповідно. 1857 року став членом-кореспондентом Лондонського зоологічного товариства.

### Експедиція вгору по Нігеру
У 1841—1842 роках він збирав зразки в Західній Африці на посаді офіційного натураліста у британській експедиції вгору по річці Нігер на борту корабля HMS Wilberforce. Експедиція була небезпечною і багато її учасників померли від лихоманки. Фрейзер описав зразки, привезені з експедиції в 1843 році разом з Вільямом Джардіном .

### 1845—1851 роки
У 1845—1849 роках він працював над виданням Zoologia Typica, яка спочатку мала бути опублікована у 20 частинах, але до 1849 року в Лондоні було опубліковано лише 14 частин. Перше колективне видання 1849 року налічувало всього 250 примірників, а на кольорових табличках зображено 46 видів птахів і 28 видів ссавців.
У 1846 році Фрейзер підписав угоду з Едвардом Смітом-Стенлі, 13-м графом Дербі, про поїздку до Тунісу для збору зразків тварин. Ця поїздка коштувала графу понад 420 фунтів на рік. З 1848 по 1850 рік Фрейзер став хранителем колекції мертвих екзотичних тварин 13-го графа Дербі, яка зберігалася в сімейному маєтку Стенлі Ноуслі-Голл в Англії. До обов'язків Фрейзера входило: опис зразків і запобігання їх руйнуванню за допомогою консервантів, таких як камфора і скипидар. Колекція містила 611 опудал і 607 шкур чотириногих тварин і 11 131 опудал і 7 700 ненафаршованих птахів .
Згідно з переписом 1851 року, дружина Луїса Фрейзера та четверо дітей разом із слугою проживали у Вейвертрі, Західне Дербі, Ланкашир.

### Перебування в Дагомеї
З липня 1851 по листопад 1852 за рекомендацією 13-го графа Дербі Луїс Фрейзер обіймав посаду віце-консула в британському форті в портовому місті Уїда в Дагомеї (нині Бенін). Він зайняв цю вакансію після смерті Джона Данкана в жовтні 1849 року. Консульство було організовано в рамках зусиль британського уряду, спрямованих на припинення трансатлантичної работоргівлі. Однією з цілей заснування цього консульства було підписання угоди з королем Гезо про заборону вивезення рабів з підвладних йому земель. Вибір Луїса Фрейзера як дипломата виявився невдалим рішенням, оскільки він був зарозумілим щодо короля та народу Уїди. Після серії конфліктів з місцевою владою та через переведення консула Бікрофта з консульства в Лагосі до Фернандо-По, за рішенням Бікрофта Фрейзера перевели 1852 року до консульства в Лагосі. Бікрофт і Фрейзер прибули до Лагоса в листопаді 1852 року на борту HMS «Пенелопа», і тоді Фрейзера представили королеві Акітое. Фрейзер обійняв цю посаду в грудні 1852 року, тому що їздив до Фернандо-По забрати свій багаж. У нього виник конфлікт з Акітое і Королівським флотом через угорського купця Амаді, який брав участь у работоргівлі, і Фрейзер протестував проти його арешту в травні 1853 року. У липні 1853 року обов'язки Фрейзера перейняв Бенджамін Кемпбелл і виконував їх до своєї смерті в квітні 1859 року.

### Мандрівка до Еквадору та Гватемали
У 1857—1860 роках Фрейзер брав участь в експедиції до Еквадору та Гватемали. Він зібрав там зразки рослин, безхребетних і хребетних, але зосередився в основному на ссавцях і птахах, яких він придбав для Філіпа Латлі Склейтера. Фрейзер надсилав зразки до Англії партіями, а в 1858 році була опублікована стаття Склейтера про птахів, зібраних Фрейзером в Еквадорі. Своєю чергою, звіти про ссавців підготував Р. Ф. Томс у 1858—1860 роках.
20 вересня 1857 року Луїс Фрейзер прибув до Гуаякіля, а 6 жовтня до Куенки і пробув там до листопада 1857 року. Потім вирушив до Гуалакіси, де працював з грудня 1857 по лютий 1858 року. Протягом цього періоду він також залишався на два тижні в січні в Саморі. Фрейзер залишив Гуалакізу 1 березня 1858 року, прибув до Куенки 5 березня 1858 року і залишався там до травня, потім переїхав до Ріобамби, де збирав зразки в червні та серпні 1858 року, подорожуючи з Кіто до Паллатанги. Він залишався в регіоні Паллатанга з серпня по грудень 1858 року, упродовж якого також побував у Чилланесі. Покинув регіон Паллатанга в середині січня 1859 року, у лютому 1859 року працював на схилах Чимборасо на північ від Ріобамби, по дорозі до Кіто. Період з березня до середини червня 1859 року він провів в околицях Кіто на схилах Пічинчі, а також на західних схилах Анд на північний захід від Кіто. Потім вирушив на південь від Кіто до Бабагойо, де залишався з 10 липня по вересень 1859 року. Далі вирушив до Гуякіля, звідки на початку жовтня 1859 року вирушив на кораблі до Есмеральдаса. Фрейзер залишався в Есмеральдасі до кінця грудня 1859 року

### Магазини в Лондоні
Згідно з переписом 1861 року, після повернення з Еквадору та Гватемали жив у Лондоні на Сілвер-стріт 28-29. У цей період він відкрив два магазини екзотичних птахів у Лондоні, відповідно в Найтсбріджі в районі The Green і на Риджент-стріт. У 1864 році він, безумовно, жив і працював у Лондоні, оскільки був автором заміток до The Naturalist від 9 травня та 13 липня 1864 року. Ймовірно, він залишався в Лондоні до 1866 року.

### Сади Вудворда та острів Ванкувер
Останній етап свого життя провів у Північній Америці. Він був співробітником садів Вудворда у Сан-Франциско. Цей парк відкрили для публіки 4 травня 1866 року та закрили у 1890 році. Місце спочатку було частиною резиденції власника готелю в Сан-Франциско Роберта Б. Вудворда. Пізніше будівлю його резиденції перетворили на музей із понад 4 тисячами опудал птахів. Окрім птахів, у парку було багато екзотичних тварин і видів рослин.
Потім Фрейзер переїхав на острів Ванкувер у канадській Британській Колумбії. У 1874 році була опублікована згадка про те, що 1873 року він збіднів, і йому шукали допомоги в науковому співтоваристві Сан-Франциско. Останнім відомим слідом його професійної діяльності є ярлик змієшийки американської (Anhinga anhinga) із Флориди від 3 липня 1883 року в Зоологічному музеї Кембридзького університету.
Луї Фрейзер зібрав понад 1000 екземплярів птахів. 645 ідентифіковано у Великій Британії, Німеччині та США. У 1839—1866 роках написав загалом близько 40 статей для журналу Proceedings of the Zoological Society of London .
Він листувався з Чарльзом Дарвіном, наприклад у 1845 році пояснив йому в листах морфологію голуба Zenaida galapagoensis та інших птахів Галапагосів.

## Таксономічніепоніми
Наступні таксономічні категорії тварин названі на честь Фрейзера:
- рід птахів Fraseria
- вид птахів саїманга оливкова (Deleornis fraseri),
- вид птахів вагал рудий (Stizorhina fraseri)
- вид птахів коронник сизий (Myiothlypis fraseri)
- підвид Tityra inquisitor fraserii виду бекарда чорноголова (Tityra inquisitor)
- підвид Conirostrum cinereum fraseri виду тамаруго сірий (Conirostrum cinereum)